# Наступление на Хаму (2024)
Наступление на Хаму (2024) — наступление оппозиционных сил Сирии на город Хама в ходе наступления на северо-западе Сирии во время гражданской войны.

## Ход событий
С 27 ноября 2024 года сирийская оппозиция начала наступление на северо-западе Сирии. Ко 2 декабря повстанцы взяли Алеппо и продолжили движение на юг Сирии в сторону Хамы.
30 ноября 2024 года повстанцам удалось занять несколько городов, в том числе Тайбат аль-Имам, Кафр-Зита, Латамнех и Морек.
В результате наступления силы сирийской оппозиции быстро подошли к окраинам Хамы. Правительственные войска начали отступать из города, а также с авиабазы, расположенной возле города.
1 декабря в сети появилась неподтверждённая фотография, на которой видно, как силы повстанцев входят в район Аль-Арбаин в городе Хама. «Аль-Джазира» сообщила, что силы повстанцев вошли в Хаму. Позже появились сообщения, что правительство отправило подкрепления, чтобы остановить наступление повстанцев.
В результате контрнаступления правительственных сил, под контроль правительства вернулось часть территории, а также остановлено наступление оппозиционных сил. ВКС РФ оказывают поддержку правительственным войскам и наносят удары по позициям повстанческих сил. Правительственные силы сформировали линию обороны на севере Хамы.
2 декабря боевики сирийской оппозиции нанесли удар беспилотником по скоплению военных лидеров правительственных войск у горы Зайн аль-Абидин, к северу от Хамы, удар привел к многочисленным жертвам и ранениям военных. К полудню столкновения между оппозицией и проправительственными силами усилились в провинции Хама, особенно в районе городов Карназ и Суран. В восточной части провинции Хама оппозиционные силы продвинулись вперёд и заняли город Каср-Абу-Самра. К вечеру оппозиция взяла под контроль деревни Аль-Джубайн, Тель-Малах, Джаламах, Аль-Джубайн, Брейдей, Карназ и Аль-Каркат в окрестностях Хамы, в самом городе продолжаются ожесточенные боестолкновения с правительственными войсками.
5 декабря силы оппозиции вошли в Хаму, после чего подразделения сирийской армии покинули город. Повстанцы начали наступление на Хомс.